# NGC 184
NGC 184 ist eine Linsenförmige Galaxie vom Hubble-Typ S0/a im Sternbild Andromeda am Nordsternhimmel. Sie ist schätzungsweise 242 Millionen Lichtjahre von der Milchstraße entfernt und hat einen Durchmesser von etwa 50.000 Lichtjahren.

Im gleichen Himmelsareal liegen die Galaxien NGC 181 und NGC 183.
Das Objekt wurde am 6. Oktober 1883 von dem französischen Astronomen Édouard Jean-Marie Stephan entdeckt.